# アーリントン郡 (バージニア州)
アーリントン郡（英: Arlington County）は、アメリカ合衆国バージニア州の郡である。ワシントンD.C.からポトマック川を西に渡った対岸に位置している。人口は23万8643人（2020年）。面積67 km2の非常に小さな郡である。

## 概要
以前は首都であるコロンビア特別区（現ワシントンD.C.）の一部に含まれていたが、1846年7月9日、連邦議会の議決（1847年発効）によりバージニア州に返還されることとなった。その時から1920年3月16日まではアレクサンドリア郡と呼ばれていたが、州議会の議決によりアーリントン郡へと名称が変更された。
行政上はバージニア州の「郡」として成り立っているが、アメリカ合衆国統計局の統計上は郡全域が国勢調査指定地域（CDP）となっており、隣接するワシントンD.C.及びアレクサンドリアと併せてワシントン首都圏の一つの中心的都市として扱われている。面積は67km2であり、自治権限を持ったアメリカの郡の中では最小である。
アーリントンは、2005年、アメリカ足病治療協会 (American Podiatric Medical Association) によって、アメリカの中で最も歩きやすい街の一つに数えられている。『マネー』誌によれば、2006年においてアーリントンの住民の35.7%が学位を有しており、最も教育の進んだ都市であるとされている。『ビジネスウィーク』誌によれば、アーリントンの住民の多くが連邦政府を含む安定性の高い仕事に就いており、不況下でも最も安全な都市であるとされている。他の五つの北バージニアの郡とともに、2006年においてアメリカで最も世帯収入（中央値）の高い20の郡にランクインしている。
アーリントンには、アーリントン国立墓地、ロナルド・レーガン・ワシントン・ナショナル空港、ペンタゴン（国防総省）、海兵隊戦争記念碑（硫黄島記念碑）、アメリカ空軍記念碑などがある。
バージニア州の市はすべて郡から独立していることから（町は郡に所属している場合がある）、アーリントン郡を「市（シティ）」と呼ぶのは正確でない。アーリントン郡には、独立した町は存在しない。これは、バージニア州法で、人口密度が1000人/mi2（約386人/km2）を超える郡には新しい自治体を設立することができないとされているためである。郡庁所在地は、アーリントンの国勢調査指定地域であり、これはアーリントン郡の統計境界とも一致する。しかし、郡の裁判所及び多くの政府機関事務所はコートハウス地区に置かれている。

## 歴史

### 植民地時代
アーリントン郡は、バージニア植民地の時代（1607年-1776年）に数回にわたってイギリスから下付された、「バージニアの北の首」と呼ばれる広大な領域の中にあった（現在も「バージニアの北の首」と呼ばれる小さな地域が残っているが、それと同じではない）。
土地の下付は、多くは有力なイギリス人に対して、政治的な恩恵として、あるいは開発の一環として行われた。下付を受けた者の中で最も有名なのが、第6代フェアファクス・オブ・カメロン卿トマス・フェアファクスであり、その名前は現在の北バージニアの多くの地名、とりわけフェアファックス郡及び独立市であるフェアファックスに残っている。そのほかには、チャールズ2世が1673年、第2代カルペパー男爵トマス・カルペパー（カルペパー卿）及び初代アーリントン伯ヘンリー・ベネットに対して行った下付が知られている。彼らの名前はいくつかの土地の名に残るとともに、カルペパー郡及びアーリントン郡の名前の起源となった。
なお、現在のアーリントン郡の名称は、1920年の改名によるものである。17世紀のアーリントン伯の名前は、そのずっと前にバージニア州東海岸にあったプランテーションに付けられ、更にその名にちなんでポトマック川の別のプランテーションがアーリントンと名付けられた。このポトマック川のプランテーションの大部分が、アメリカ南北戦争を経てアーリントン国立墓地となった。

### 首都への編入とバージニア州への返還
バージニア植民地時代には、この地域はフェアファックス郡の一部であったが、アメリカ独立後、新しい連邦政府からバージニア州に対し権利が認められた。1791年、連邦議会は合衆国の首都となるべき連邦直轄地の範囲を、一辺10マイル（16.1km）四方の正方形と定めた。これは、合衆国憲法1条8節によって認められた最大限の面積であった。しかし、この境界を定めた法律（1790年合衆国首都設置法に対する改正法）では、ポトマック川のメリーランド州側（東側）以外で公共の建物を建てることを禁じていた。
1791年から1792年にかけて、アンドリュー・エリコット率いる調査チームによって、連邦直轄地の境界線が定められた。このチームは、境界線に沿って、およそ1マイルおきに合計40個の境界石を設置した。そのうち14個がバージニア側に置かれ、その多くが現在も残っている。
連邦議会は、1801年にコロンビア特別区へ移転した際、コロンビア特別区基本法を制定し、特別区を、(1)ポトマック川東岸のワシントン郡と(2)西岸のアレクサンドリア郡に分けた。アレクサンドリア郡には、当時は大部分田舎であった現在のアーリントン郡と、ポトマック川に面した港町であるアレクサンドリア町（現在のアレクサンドリアの南東部であり、現在「オールドタウン」と呼ばれる）が含まれていた。

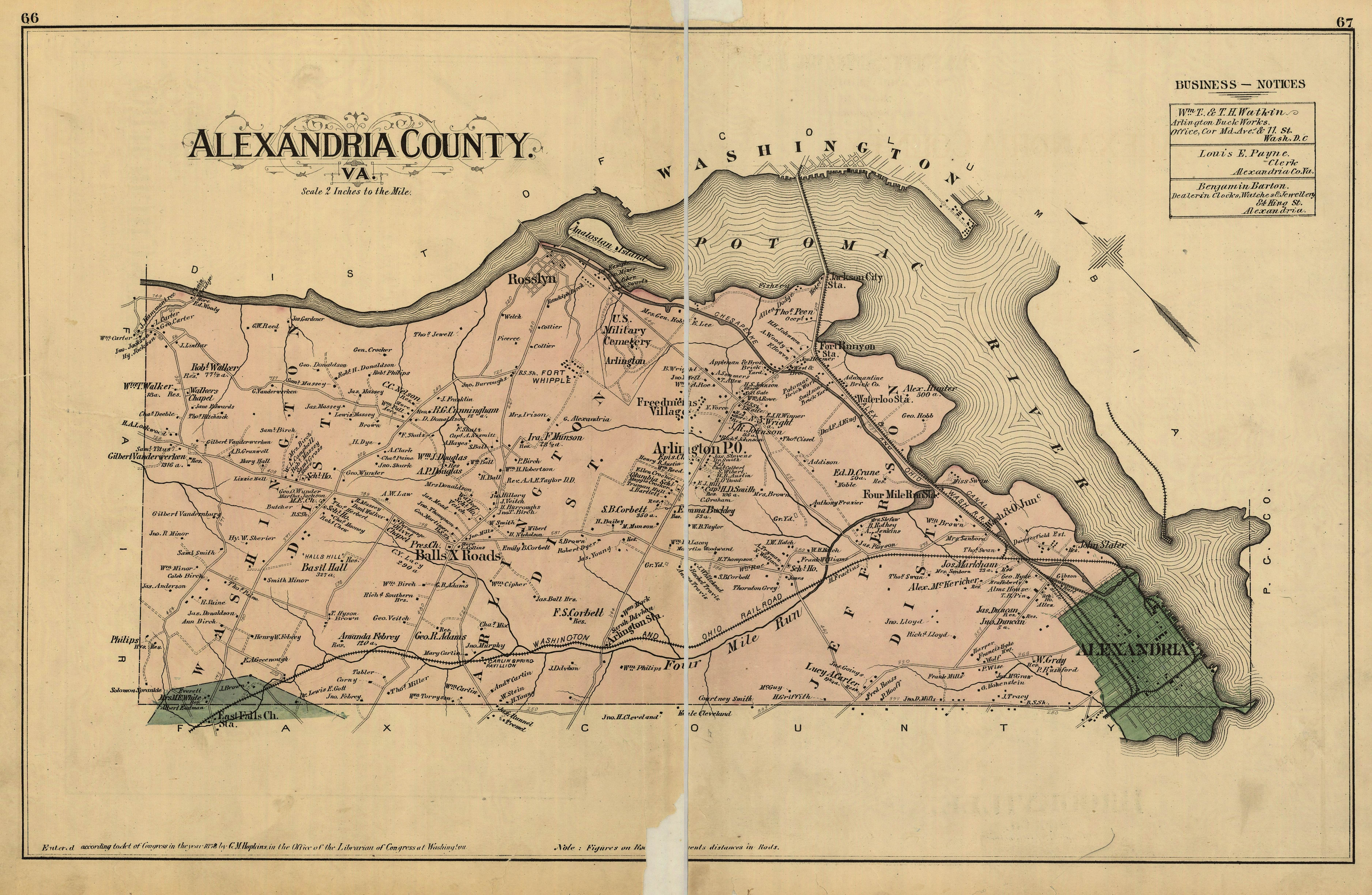
現在のアーリントン郡の1878年の地図（当時はアレクサンドリア郡）。

アレクサンドリア郡の住民は、連邦の首都が置かれることによって土地が購入され、商業が発展するものと期待していた。ところが、実際にはアレクサンドリア郡は、首都ワシントン市に隣接する港町でありワシントン郡の一部であったジョージタウンと競合する立場に置かれた。
連邦政府がアレクサンドリア郡内に事務所を設置することができなかった上、経済的に重要な意味を持つチェサピーク・オハイオ運河がポトマック川の北側を流れていることもジョージタウンに有利であったことから、アレクサンドリア郡の経済は停滞した。連邦政府によってアレクサンドリア運河が設営されることとなり、ジョージタウンの一部住民はこれに反対したが、結局チェサピーク・オハイオ運河とアレクサンドリア港が結ばれた。また、アレクサンドリア郡の住民は、コロンビア特別区の市民となったことによって連邦議会への代表を有しないことになった。
アレクサンドリア町は、当時、奴隷貿易の港、市場であった。しかし首都では奴隷制度廃止運動が高揚し、アレクサンドリア住民は、連邦政府が奴隷制度を禁止することになれば地域経済が打撃を受けることを恐れた。同時に、バージニア州の中でも奴隷制度廃止運動が巻き起こり、この問題をめぐって州議会は二分された（後に、南北戦争中にバージニア州が奴隷制度を肯定する決断を下したことにより、奴隷制度に反対する郡によってウェストバージニア州が生まれることになった）。奴隷制度賛成派のバージニア州民は、アレクサンドリア郡がバージニア州に返還されれば、州議会で賛成派の議席が二つ増えるであろうと考えた。
主にこうした事情によって、アレクサンドリア郡をコロンビア特別区から分離しようとする運動が盛り上がった。レファレンダム（住民投票）を経て、アレクサンドリア郡の住民は、連邦議会及びバージニア州議会に対し、郡のバージニア州への返還を陳情した。その結果、1846年7月9日にアレクサンドリア郡はバージニア州へ返還された。
1852年、アレクサンドリア郡の中から、アレクサンドリアの町が独立市として独立、自治体化することになった。その結果、隣り合った郡と市がいずれも「アレクサンドリア」という名称を使っていることになり、混乱が生じた。これを受けて、1920年、アレクサンドリア郡はアーリントン郡と改名した。

## 地理
アメリカ合衆国統計局の統計によれば、アーリントン郡の総面積は67 km2、うち12 km2が連邦政府の所有地である。
西にはフェアファックス郡と境を接し、南西から南にかけてはフォールズチャーチ、アレクサンドリアと境を接し、北と東はポトマック川を挟んでワシントンD.C.と接している。

### 町並み
アーリントンは、優れた都市計画で評価されている。30年以上にわたって、郡政府は、ワシントンメトロの駅やバージニア州道244号線（コロンビア・パイク）を走るバス路線など、交通機関の施設近くに開発を集中させるという政策をとってきた。これらのエリア内では、政府は、商業・居住混在型の、歩行者と公共交通機関を中心とした街作りを推し進めてきた。一方、エリア外では、人口の増加を抑制する政策をとりながら、例外として主要な幹線道路近くに大きなプロジェクトを建設した（州間道路395号線近くのシャーリントンなど）。
ロズリン、コートハウス、クラレンドン、バージニアスクエア、ボールストンには、東西に走るワシントンメトロ（地下鉄）のオレンジ・ラインとシルバーラインが通っている。ロズリン、ペンタゴンシティ、クリスタルシティは、南北に走るブルー・ラインが通っている。

### ポトマック町
アーリントン郡には、1908年から1930年までの間、ポトマック町という自治体が存在した。しかし、1930年、同町は隣のアレクサンドリア市に吸収合併され、なくなった。ただ、行政単位としてはなくなったものの、旧ポトマック町は現在アレクサンドリア市の歴史的な町並みとして残っており、1840エーカー（7.42）の広さに690軒の建物が建っている。ポトマック町は、1992年、アメリカ合衆国国家歴史登録財に加えられた。
旧ポトマック町のほかにも、現在のアレクサンドリア市を構成するいくつかの地域は、長い間にアーリントン郡やフェアファックス郡から吸収合併された土地である。一方、現アーリントン郡は、すべてが元コロンビア特別区の一部であった土地である。このため、同郡は、バージニア州の中で陸地面積の最も狭い郡であるとともに、バージニア州の中で州を一度離れて再び戻った唯一の郡であるとされている。
現在、アーリントン郡の中には自治体として独立した町は存在しない。ポトマック町成立後に制定されたバージニア州法により、人口密度が1000人/mi2を超える郡の中には新たに自治体を設立してはならないとされたためである。

### アーリントン国立墓地

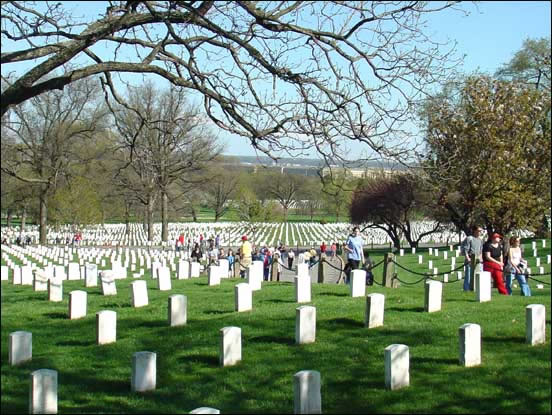
アーリントン国立墓地

アーリントン国立墓地は、南北戦争の間に建設されたアメリカ軍の墓地である。アメリカ連合国軍（南部軍）の将軍ロバート・E・リーの家、アーリントン・ハウスの敷地に作られた。ワシントンD.C.からポトマック川をわたってすぐのところにあり、ペンタゴンの北に位置する。30万人近くがここに埋葬されており、アメリカ国内で2番目に大きな国立墓地である。
アーリントン・ハウスは、ジョージ・ワシントンの継孫、ジョージ・ワシントン・パーク・カスティスが1817年に建てた建物であり、カスティス家がバージニア州東岸に有していた農場の名前にちなんで名付けられた。リーは、カスティスの娘と結婚し、カスティス家とともにアーリントン・ハウスに住むようになった。

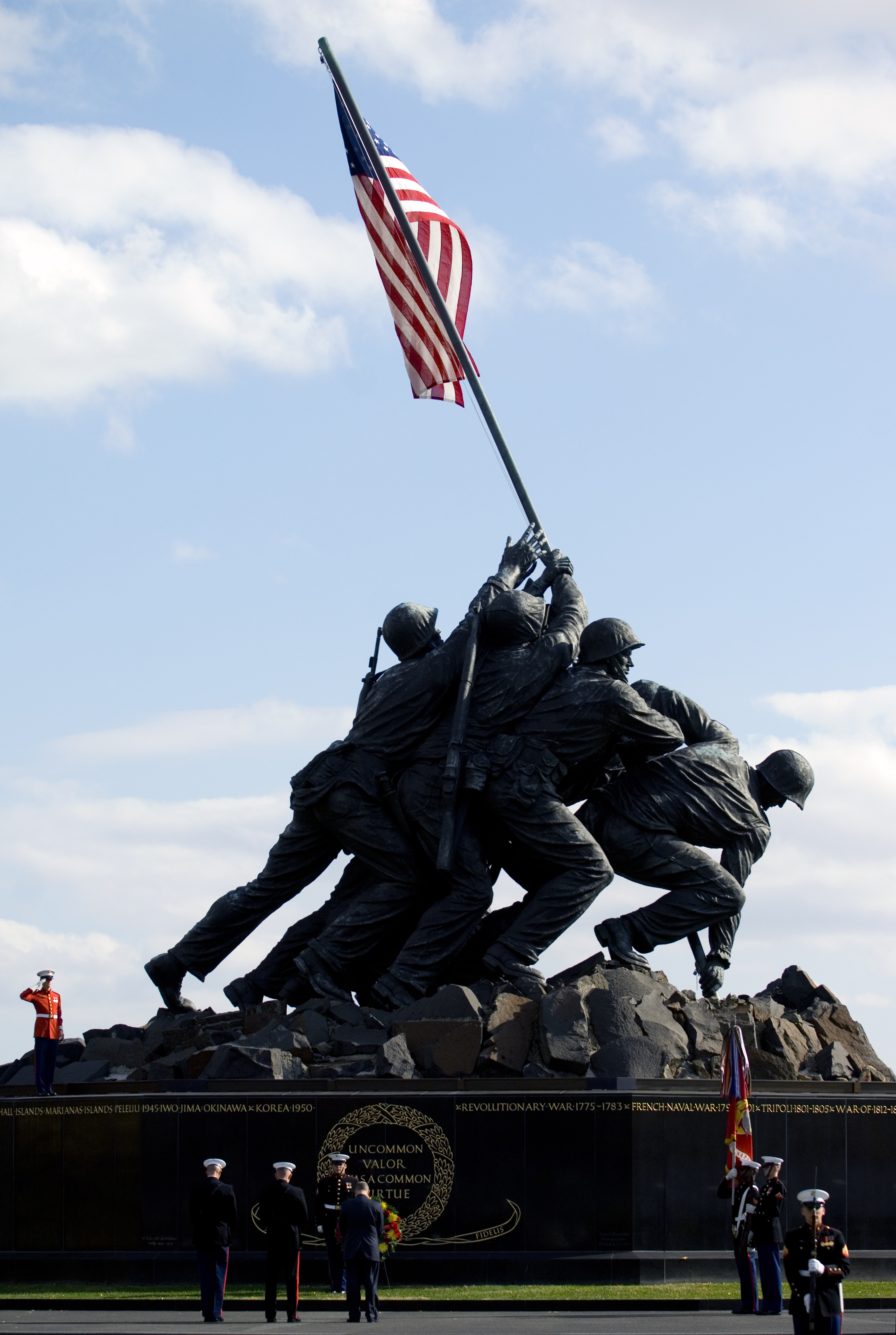
海兵隊戦争記念碑（硫黄島記念碑）

カスティスは、1857年に亡くなった時、アーリントン・ハウスの財産を娘（リーの妻）に、そして娘の死後はその長男ジョージ・ワシントン・カスティス・リーに残す旨遺言した。
アメリカ合衆国政府は、南北戦争の途中、アーリントン・ハウス及び200エーカー（81ヘクタール）の土地をリー夫人から没収した。そして、1864年6月15日、この土地を国立墓地として指定した。この土地の所有権をめぐっては長い間法廷で争われ、1882年、連邦最高裁判所に持ち込まれることとなった。連邦最高裁は、財産がリー家に帰属する旨の判断を示した。そのため、連邦議会は、リー家からこの土地を購入するため15万ドルを当てた。
アメリカ独立戦争からアフガニスタン紛争、イラク戦争に至るまで、あらゆる戦争に従軍した退役軍人たちがここに埋葬されている。南北戦争以前の死者は、1900年以降、再埋葬された。
無名戦士の墓は、ワシントンD.C.を見下ろすことのできる丘の上にある。ジョン・F・ケネディ大統領も、妻のジャクリーン・ケネディ・オナシス及び何人かの子供たちとともに国立墓地に埋葬されている。墓には、「永遠の炎」がともっている。彼の弟ロバート・ケネディも、その近くに眠っている。そのほかにこの墓地に埋葬されている大統領は、連邦最高裁裁判官も務めたウィリアム・タフトだけである。
墓地の近くにある有名な場所に、海兵隊戦争記念碑（通称「硫黄島祈念碑」）、女性軍人記念館、オランダの鐘、米軍フォート・マイヤー基地がある。

### ペンタゴン

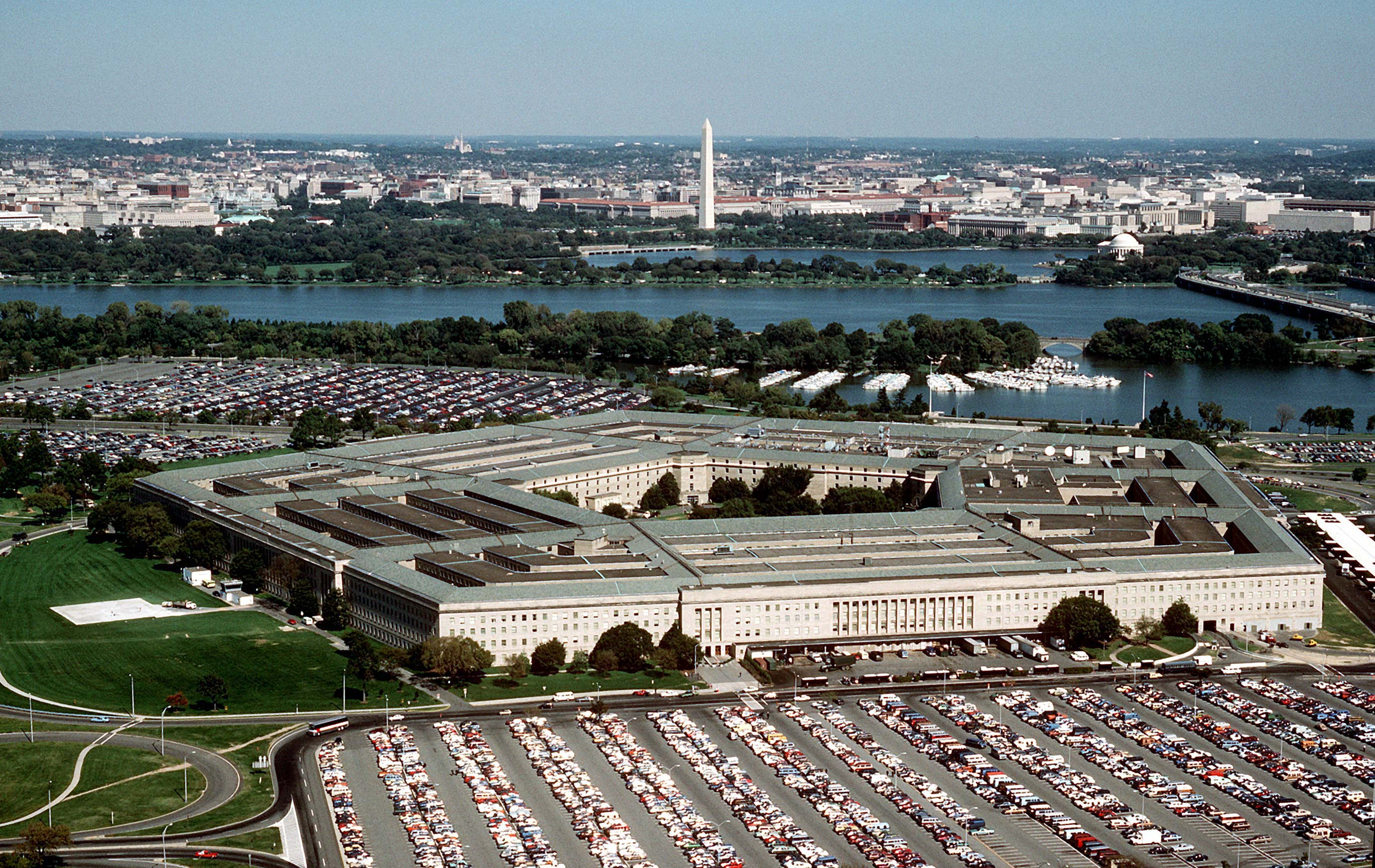
ペンタゴン。北東方向に、ポトマック川、そしてワシントン記念塔が見える。

アーリントン郡にあるペンタゴンは、アメリカ合衆国国防総省の本部である。1943年1月15日に開かれ、世界で最大のオフィスビルディングである。建物は五角形（ペンタゴン）をしており、2万3000人の軍人及び民間職員、3000人の非防衛部門の補助職員を収容する。5階建てで、各階には環状につながった5本の廊下がある。主な警察部門は合衆国ペンタゴン警察であり、これはペンタゴンのほかに首都圏にある他の様々な国防総省の管轄区域を守っている。
第2次世界大戦の初期に建てられたが、現在でも、世界で最も効率性の高いオフィスビルディングの一つであると考えられている。廊下の全長は28 kmもあるが、建物内のどの2点を歩いて移動するのにも最高で7分しかかからない。

## 人口推移
以下にアーリントン郡における1890年から2010年までの人口推移を表およびグラフで示す。
| 統計年 | 人口      |
| ------ | --------- |
| 1890年 | 4,258人   |
| 1900年 | 6,430人   |
| 1910年 | 10,231人  |
| 1920年 | 16,040人  |
| 1930年 | 26,615人  |
| 1940年 | 57,040人  |
| 1950年 | 135,449人 |
| 1960年 | 163,401人 |
| 1970年 | 174,284人 |
| 1980年 | 152,599人 |
| 1990年 | 170,936人 |
| 2000年 | 189,453人 |
| 2010年 | 207,627人 |
| 2020年 | 238,643人 |

## 経済
Amazonは、第2本社としてニューヨークと合わせてアーリントン郡を選定した。USエアウェイズは、アーリントン郡に本社を置いていたが、アメリカウエスト航空と統合後、本社をアリゾナ州テンピに移転した。

## 交通

### 鉄道
ワシントンメトロのオレンジ、ブルー、イエローラインや、近郊線のバージニア急行鉄道が通っている。

### 空港

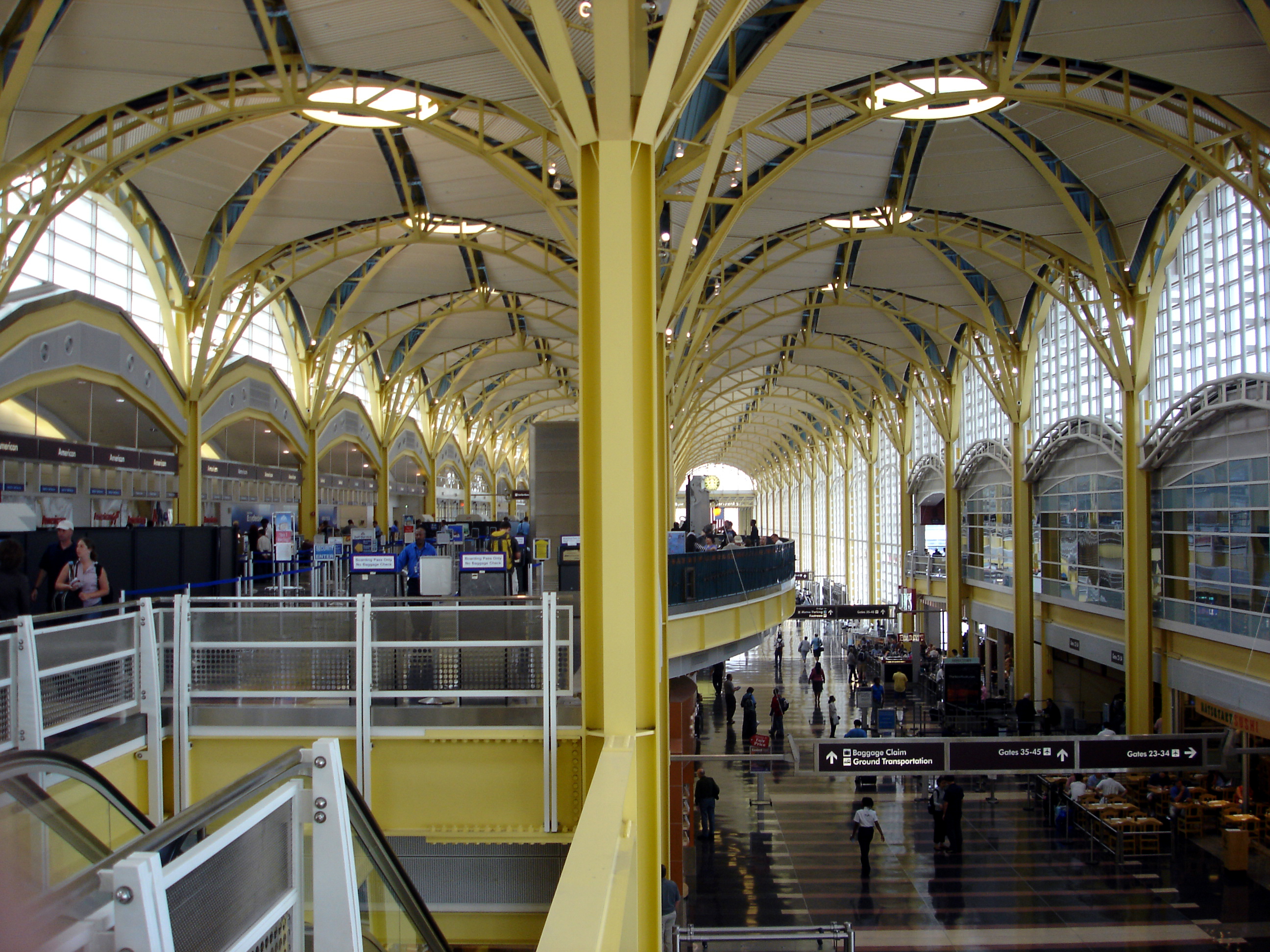
ナショナル空港

アーリントン郡内にあるロナルド・レーガン・ワシントン・ナショナル空港は、ワシントンD.C.市内から最も近い空港である。

## 姉妹都市
- コヨアカン（メキシコ）
- アーヘン（ドイツ）
- ランス（フランス）

## 出身人物
- デビッド・バウティスタ：プロレスラー
- サンドラ・ブロック：女優
- イアン・マッケイ：ミュージシャン
- ウィル・ユン・リー：俳優